# Der schwarze Kanal
Der schwarze Kanal (traducible al español de manera literal como «El canal negro» y de forma figurada como «La cloaca») fue un programa de televisión emitido en la televisión pública de Alemania Oriental desde 1960 hasta 1989. Presentado por Karl-Eduard von Schnitzler, el espacio se dedicaba a criticar las noticias publicadas en los medios de comunicación de Alemania Federal, aportando comentarios favorables al sistema socialista.
La secuencia del título presentaba un águila (símbolo de la República Federal) con una banda negra, blanca y roja en el pecho que representaba la bandera del Imperio alemán durante la época anterior a la Primera Guerra Mundial, mientras que las antenas sobre las que estaba parada también era una parodia de la secuencia inicial del noticiero Tagesschau de ARD, usada entre 1956 y 1973.

## Historia
La televisión pública de la República Democrática Alemana puso en marcha Der schwarze Kanal el 21 de marzo de 1960. En un contexto marcado por la división de Alemania posterior a la Segunda Guerra Mundial, el programa se dedicaba a analizar noticias de los medios de comunicación de la República Federal de Alemania para criticar su tratamiento informativo. Dicho formato era la contraparte socialista de un espacio de la televisión federal, Die rote optik, que se emitió desde 1958 hasta 1960. El público al que iba dirigido no eran solo los alemanes orientales, sino también los occidentales que podían ver la televisión de la RDA.
La razón de ser del programa era propagandística: debido a la geografía alemana, la señal de las televisiones públicas ARD y ZDF llegaba al 90% del territorio de la RDA. El gobierno socialista no podía hacer gran cosa para impedirlo, por lo que encargó a su televisión pública un programa que desmintiera las noticias occidentales contrarias al espíritu de la RDA, o bien acusarles de tergiversar y manipular los hechos. De este modo, aspiraban que la gente rechazase los medios de la RFA y abrazase la causa socialista.
Su presentador, Karl-Eduard von Schnitzler, era miembro del Partido Socialista Unificado y destacaba por un tono virulento contra la RFA que al mismo tiempo aportaba un toque personal.
Der schwarze Kanal permaneció en emisión durante 29 años, todos los lunes a las 21:30, por el primer canal de Deutscher Fernsehfunk (DFF). Sin embargo, no tuvo el éxito esperado por las autoridades socialistas. La mayoría de los alemanes orientales continuaron informándose a través del telediario federal (Tagesschau) y en el mejor de los casos preferían sintonizar el segundo canal oriental.
El último programa salió al aire el 30 de octubre de 1989. Una semana después, la apertura de fronteras de la RDA llevó a la DFF a declararse «libre de injerencias políticas» y Der schwarze Kanal fue cancelado.